# Werner Glaubitz

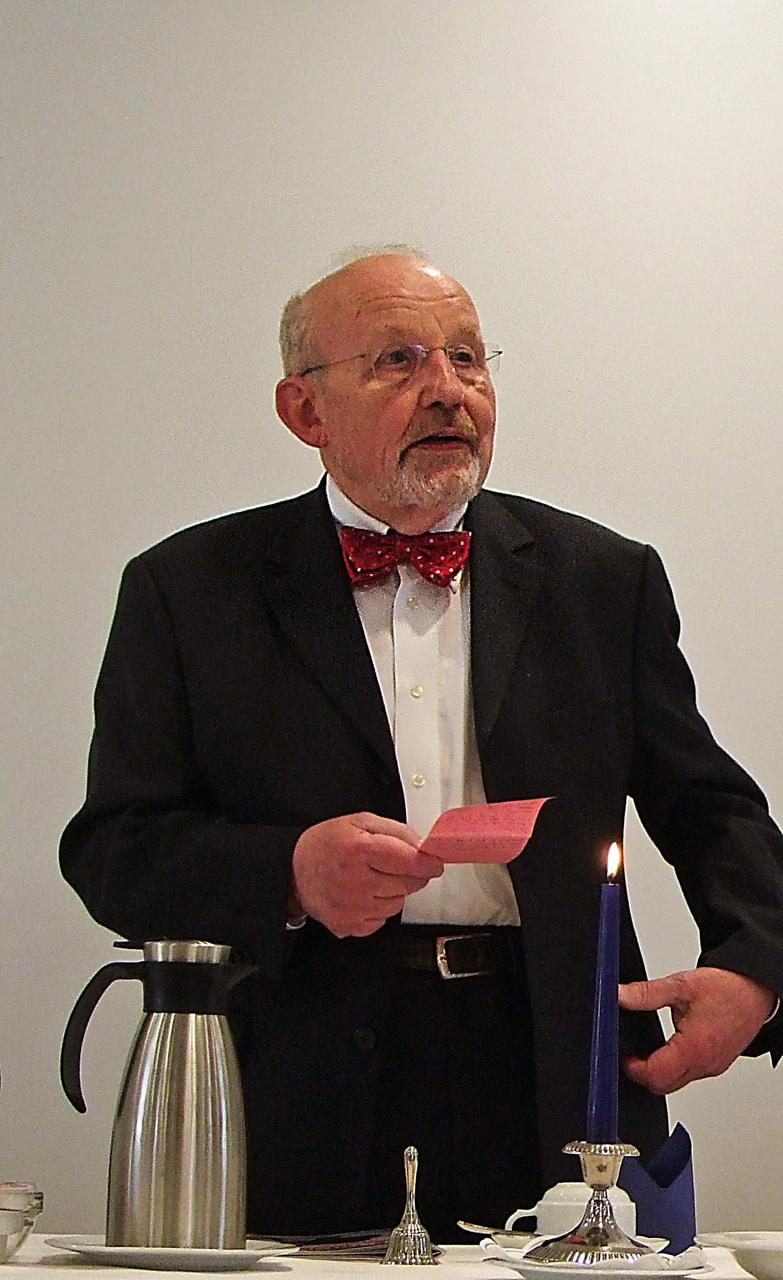
Werner Glaubitz 2016, Haus Schlesien

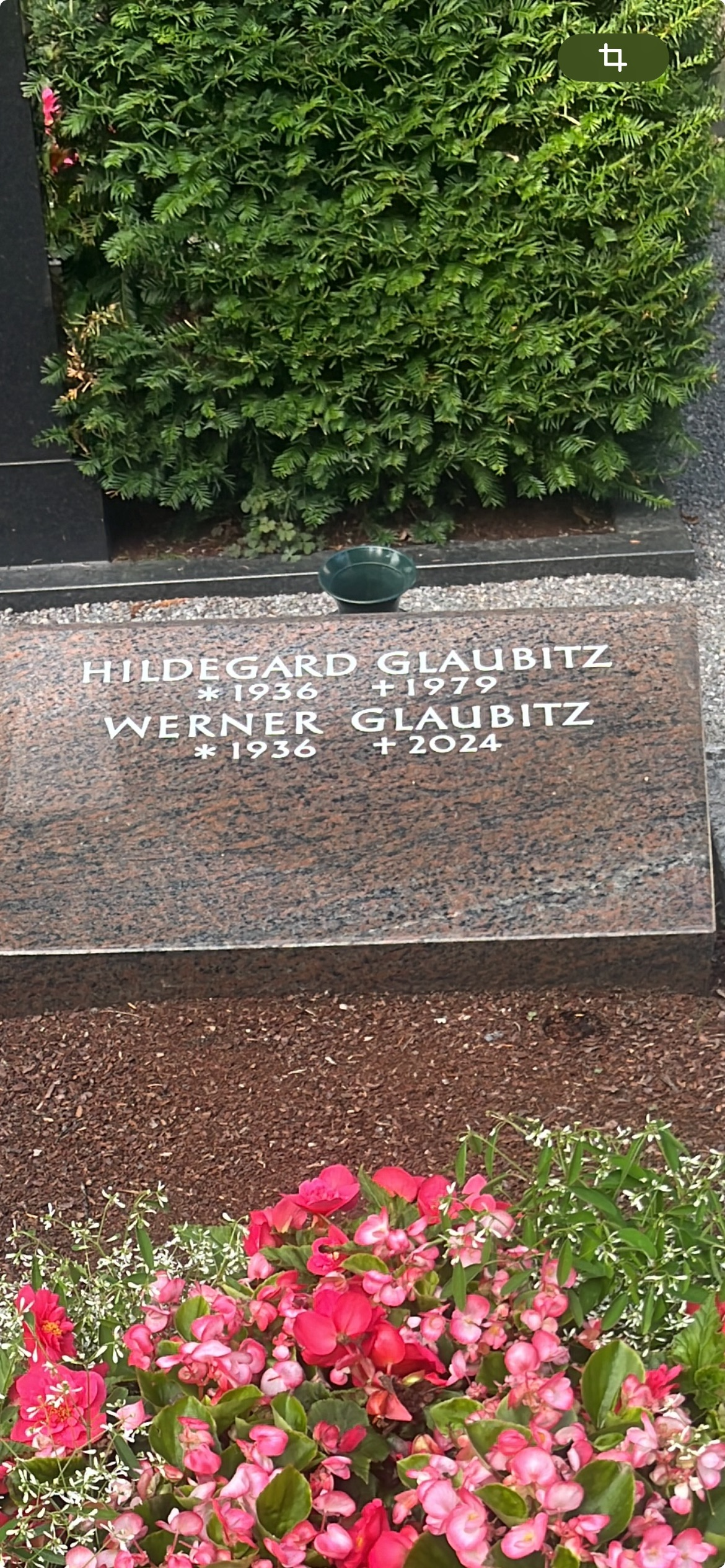
Grabstein Werner Glaubitz

Werner Glaubitz (* 5. Januar 1936 in Oppeln, Oberschlesien; † 25. August 2024 in Klosterseelte bei Bremen) war ein deutscher Jurist und langjähriger Geschäftsführer von Gesamtmetall.

## Leben
Nach der Vertreibung aus Schlesien machte Glaubitz im Jahr 1956 in Rüthen (Nordrhein-Westfalen) sein Abitur. Anschließend studierte er bis 1962 Rechtswissenschaften an der Freien Universität Berlin, der Albert-Ludwigs-Universität Freiburg und der Universität Bonn. Sein Referendarexamen legte er 1962 an der Universität zu Köln ab und 1965 folgte an der Heinrich-Heine-Universität Düsseldorf sein Zweites juristisches Staatsexamen.
Seine berufliche Laufbahn begann Assessor Glaubitz von 1965 bis 1967 als Referent bei der Bundesvereinigung der Deutschen Arbeitgeberverbände in Köln. Von 1968 bis 1970 war er Referent bei der Landesvereinigung der Arbeitgeberverbände Nordrhein-Westfalens in Düsseldorf. Schließlich war er von 1971 bis 2001 zunächst als Referent, die weiteren 25 Jahre als Leiter der Abteilung „Recht und soziale Sicherheit“ und als Geschäftsführer beim Arbeitgeberverband Gesamtmetall in Köln tätig. Am 31. Januar 2001 ging er nach 30-jähriger Tätigkeit bei Gesamtmetall in den Ruhestand.
Glaubitz gehört zu den Autoren des Kommentars zum Betriebsverfassungsgesetz. Außerdem schrieb er Aufsätze zu arbeits- und sozialversicherungsrechtlichen Fragen.
Mit seiner früh verstorbenen Frau Hildegard (1936–1979) hatte er 3 Kinder. Seine 2. Frau, die Juristin Christa Maria Glaubitz (geb. Tamm) brachte eine weitere Tochter mit in die Ehe. Glaubitz' Tochter Uta Glaubitz ist Autorin.
Glaubitz liegt begraben auf dem Südfriedhof Düsseldorf im Grab seiner ersten Frau Hildegard.

## Veröffentlichungen (Auswahl)
- mit Harald Hess, Ursula Schlochauer: Kommentar zum Betriebsverfassungsgesetz, Verlag Luchterhand, 1997 (5. Aufl.), ISBN 3-472-02526-3